# Hippodrome de Bellevue-la-Forêt
L'hippodrome de Bellevue-la-Forêt est un champ de courses situé en limite des communes de Laval et L'Huisserie, dans le département français de la Mayenne.

## Histoire

### Origine et premier hippodrome
La Société des courses de Laval est fondée en août 1888 et reçoit l'approbation préfectorale en février 1889. Ellel n'est pas la plus ancienne société du département — celle de Craon, en particulier, fut fondée en 1848.
La société possède à sa création une orientation monarchiste. Le fondateur en était Christian d'Elva, député, nommé président du comité, avec comme commissaires Léon Chrétien, Emmanuel Morin de La Beauluère et Georges Gerbault,,.
Le premier hippodrome lavallois est celui de Changé, inauguré le 30 juin 1889 et créé par la Société des courses de Laval présidée par le maire, député puis sénateur Christian d'Elva. Pendant une période de dix ans, la Société des courses tient ses réunions sur l’hippodrome de Bellevue, à Changé.

### Second hippodrome
Au bout de dix ans, la société abandonnait l'hippodrome de Bellevue et, après avoir fait courir une année à Saint-Ouën-des-Toits, elle organise les courses à Beausoleil, près de Saint-Joseph-des-Champs. Un nouvel hippodrome est donc créé en 1910, route d'Entrammes. Les épreuves qu’elle organise sur ce terrain ont lieu régulièrement tous les ans jusqu’en 1913. Les courses de 1914, qui devaient avoir lieu les 27 et 28 septembre, n'ont jamais eu lieu en raison du déclenchement de la Première Guerre mondiale.
En 1920, de nouvelles épreuves sont courues les 26 et 27 septembre, toujours sur l’hippodrome de Beausoleil, que la société devait ensuite abandonner. Il est en fonction jusqu'en 1921, sous la présidence de Charles Louis de La Tour d’Auvergne. L'hippodrome accueille les trois disciplines : trot, plat et obstacle.

### Troisième hippodrome
Au cours de son assemblée d’octobre 1920, la Société des courses de Laval, après avoir étudié les propositions faites par le propriétaire du terrain et les revendications du public qui se plaint de l’éloignement de l’hippodrome, décide de rechercher un terrain situé aux portes de la ville. En 1921, à la suite de pourparlers engagés avec la municipalité, elle s’installe derrière la gare, sur le site de Bellevue, route de Mayenne et, en fin de saison, le 23 octobre 1921, elle y tient sa première réunion.
Les tribunes volantes qui avaient été installées en hâte sont alors jugées insuffisantes, et la popularité que connait tout aussitôt le nouveau champ de courses décide la société à édifier à ses frais des tribunes qui sont inaugurées en septembre 1922.
En 1921, Jean de La Vaissière de Lavergne devient président de la société. Créateur d'une grande manufacture de vêtements à Laval et propriétaire du haras de la Vieille Lande à Montigné-le-Brillant, il reste en poste jusqu'à sa mort en 1952 et est alors remplacé par Michel Lepecq. Celui-ci meurt en 1963 et c'est le fils de son prédécesseur, André de La Vaissière de Lavergne, qui devient à cette date président et le reste également jusqu'à sa mort en 1977. L'hippodrome n'accueille alors plus que les trotteurs.

### Quatrième hippodrome
Inauguré le 15 septembre 1985, l'hippodrome de Bellevue-la-Forêt remplace celui de Bellevue. Sa construction a été décidée sous la présidence d'Ernest Jouanne, notaire à Laval, sur un terrain situé en bordure du bois de l'Huisserie traversé par la limite communale entre Laval et L'Huisserie. Des travaux complémentaires ont lieu de 1991 à 1995 concernant la piste, les box et l'éclairage. Jacques Moreau succède à Ernest Jouanne en 2000.
En 2022, Yves Dreux, entraîneur, driver et jockey, est élu président de la Société des courses, succédant à Alexandre Lanoë.

## Caractéristiques
L'hippodrome est constitué d'une piste en sable d'environ 1 250 m, corde à gauche sur une superficie de 40 ha.

## Évènements
L'hippodrome accueille chaque année une étape du Grand National du trot. Le Championnat européen des 3 ans s'y est disputé en 2006 et 2015. Le Grand Prix Anjou-Maine (groupe 3) y a lieu tous les quatre ans (tous les trois ans avant 2018).

## Comité
Le comité subit les modifications suivantes :
- Création : Christian d'Elva, Léon Chrétien, Emmanuel Morin de La Beauluère et Georges Gerbault.
- 1897, le comte Pierre du Mans du Chalais est nommé commissaire en remplacement de Georges Gerbault, démissionnaire[13].
- 1905, le prince Henri de La Tour d’Auvergne remplace dans ses fonctions de commissaire le comte Christian d'Elva, qui depuis la mort de Léon Chrétien cumulait les fonctions de président et de commissaire[14]. En 1905, les commissaires étaient donc Emmanuel Morin de La Beauluère, le comte Pierre de Chalais et le prince Henri de La Tour d’Auvergne[1].
- 1909, décès d'Emmanuel Morin de La Beauluère auquel Robert d’Argencé succède en 1913.
- 1920, Christian d'Elva, en raison de ses nombreuses occupations, donne sa démission de président, mais à la demande de l’assemblée générale, accepte le titre de président d’honneur. Le prince Charles de La Tour d’Auvergne, frère de l'ancien commissaire, lui succède, et Jean des Vallettes est nommé secrétaire-commissaire[1].
- 1921, Jean de La Vaissière de Lavergne est élu commissaire, et M. Levesque, représentant de la municipalité de Laval, secrétaire.
- 1924, décès de Jean des Vallettes, qui est remplacé par Louis de Guibert et par le baron Fitz-Gérald.

## Sources
- La Mayenne, 30 septembre 1925, Article de Job de Roincé sur L'Historique de la Société des Courses de Laval